# Antoine Ier de Ligne
Antoine de Ligne (néerlandais : Anton van Ligne), né vers 1474 et mort en 1532 est un militaire au service des Habsbourg Maximilien d'Autriche et Charles Quint. Il est surnommé le « Grand Diable de Ligne » en raison de sa ferveur sur le champ de bataille et de son énergie à faire valoir ses droits.

## Biographie
Antoine de Ligne est issu de la Maison de Ligne. Il est le fils de Jean de Ligne (nl) et Jacqueline de Croÿ et le petit-fils d'Antoine de Croÿ, dont il porte le prénom. Il hérite des seigneuries de Ligne et de Beloeil par son père et achète la seigneurie de Fauquembergues en 1503, dont il devient le premier comte élevé par Philippe le Beau.
Il contre les prétentions de Charles d'Egmont et l'appui du roi de France.
Il combat en 1513 à la bataille de Guinegate contre les français aux côtés du roi d'Angleterre Henri VIII, allié de Maximilien dans la guerre de la Ligue de Cambrai. Il accompagne ensuite Henri VIII dans sa conquête de Tournai. Lors de cette expédition, Antoine de Ligne conquit la forteresse de Mortagne. Henri donna cette forteresse à son favori, le comte de Suffolk, qui la revendit à son tour pour 1 000 écus à Antoine, qui reçut le titre de prince de Mortagne.
L'année suivante, la paix est conclue entre l'Angleterre, la France et les Habsbourg. Antoine de Ligne est prié de rendre sa principauté, ce qu'il refuse jusqu'à ce qu'il reçoive en compensation cinq fois ce qu'il avait payé pour cela.
Au début de la guerre entre Charles Quint et François Ier, Tournai est à nouveau assiégée et annexée aux Pays-Bas des Habsbourg. Mortagne est conquise et la forteresse démantelée. Antoine de Ligne exige alors de récupérer Mortagne. Pour les générations à venir, les De Ligne se feront appeler « princes de Mortagne », sans que ce titre ne soit reconnu.
Par la suite, Antoine de Ligne défend les frontières du Hainaut lors des guerres entre Charles Quint et François Ier et conquiert Roye en 1528.
Mécontent du refus de Charles Quint de ne pas l'inclure dans l'Ordre de la Toison d'or, il fonda son propre « Ordre du Loup » comme une parodie, dont les décorations montrent un loup avec un mouton entre ses dents.
À partir de 1515, Antoine de Ligne se consacre à l'embellissement de son château de Belœil.

## Mariage et descendance
En 1498, Antoine épouse Philippa de Luxembourg (Philipotte van Luxemburg), morte en 1525, fille de Jacques de Luxembourg, seigneur de Fiennes et stathouder de Flandre. De cette union nait un fils : Jacques de Ligne. Il eut aussi deux filles bâtardes : Adrienne et Valentine.